# Waldbachschildkröte

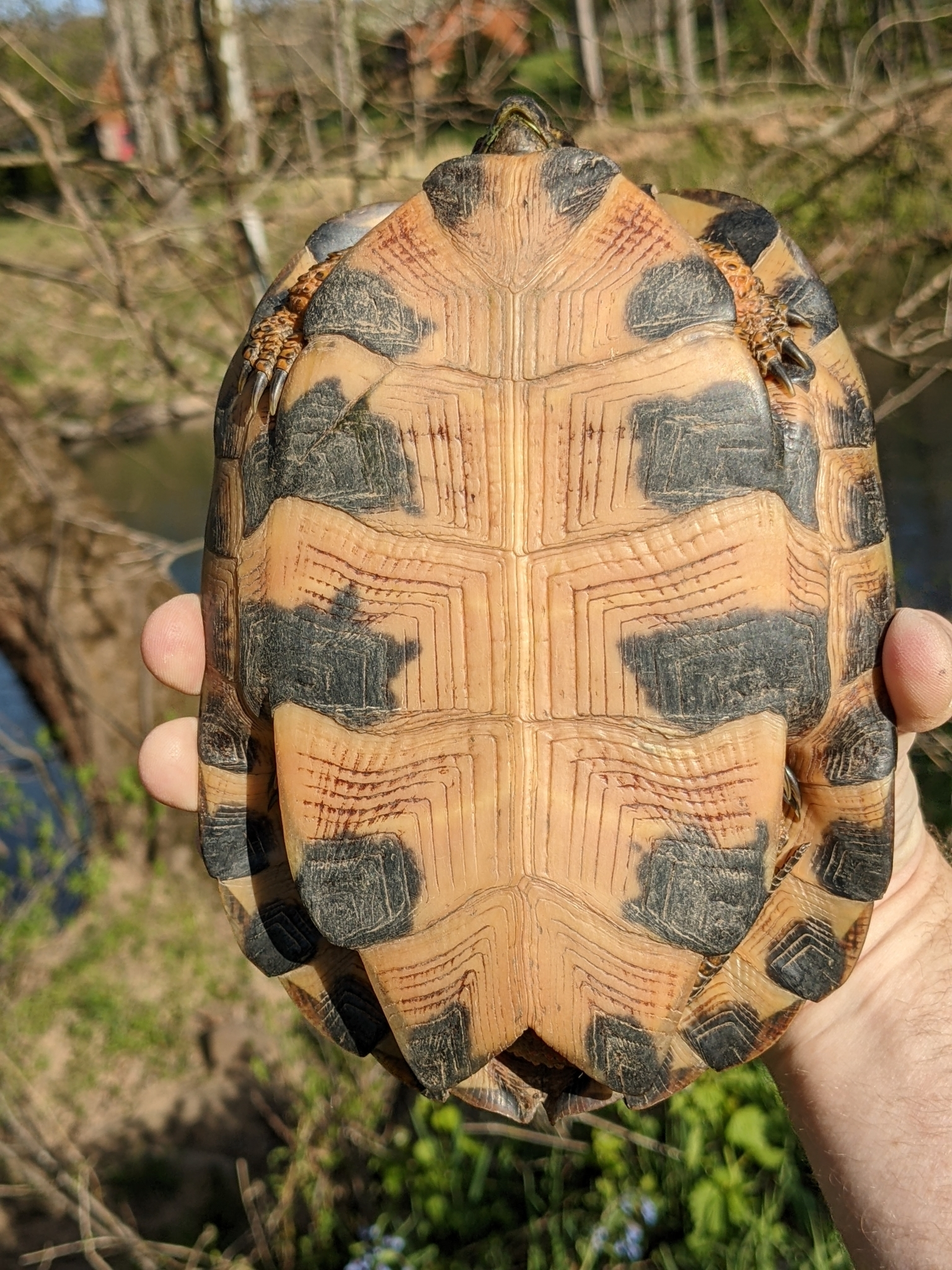
Waldbachschildkröte (Glyptemys insculpta), Unterseite

Die im Osten Nordamerikas lebende Waldbachschildkröte (Glyptemys insculpta, Syn.: Clemmys insculpta) ist eine Art der Neuwelt-Sumpfschildkröten. Bis vor wenigen Jahren wurde sie wie die Moorschildkröte noch zur Gattung Clemmys gerechnet, die heute als monotypische Gattung nur noch die Tropfenschildkröte enthält.

## Aussehen
Sie besitzt einen flachen, längs-ovalen Rückenpanzer, der im hinteren Bereich etwas breiter wird. Die hinteren Randschilder sind gesägt. Außerdem weist die Waldbachschildkröte einen ausgeprägten Mittelkiel auf. Die namensgebenden Wachstumsringe (lat. insculpta ‚gemeißelt‘) der einzelnen Rückenpanzerschilder sind sehr ausgeprägt. 
Der Rückenpanzer ist von gelblichbrauner, gräulichbrauner oder brauner Farbe. Auf den Vertebral- und Pleuralschilden können sich gelbe oder schwarze strahlenförmige Linien zeigen. Auf der Unterseite der Marginalschilde (Randschilde) befinden sich oft dunkle Flecken an der hinteren, äußeren Ecke jedes Schildes. Die Unterschiede in Muster und Form der Flecken können zur Unterscheidung von Jungtieren dienen. Das Plastron (Bauchpanzer) ist von gelblicher Farbe, jedes seiner Schilde besitzt an der unteren, äußeren Ecke jeweils einen dunklen Fleck. Das hintere Ende hat eine V-förmige Einkerbung an der Stelle, bei der sich bei den Tieren der Schwanz befindet.
Der Kopf ist gräulich bis schwarz gefärbt, der Oberkiefer ist vorne eingekerbt. Der Hals ist gelblich bis rötlich-braun. Die Beine besitzen kräftige Krallen, die Schwimmhäute sind nur schwach ausgeprägt.
Adulte Männchen werden mit einer maximalen Panzerlänge von 23,4 cm etwas größer (1,07 bis 1,1 mal länger) als die Weibchen mit einer Panzerlänge von 20,4 cm. Der Schwanz der Männchen ist lang und dick, der Bauchpanzer konkav nach innen gewölbt. Kehle, Nacken und die vorderen Gliedmaßen der Männchen sind kräftig orange oder rot gefärbt, beim Weibchen blass gelb.

## Verbreitungsgebiet und Lebensraum

Verbreitungsgebiet der Waldbachschildkröte (Glyptemys insculpta)

Glyptemys insculpta ist im Nordosten Nordamerikas beheimatet. Ihr Verbreitungsgebiet reicht vom Süden Kanadas (Neuschottland) bis etwa nach Virginia und gegen Westen um die großen Seen bis nach Wisconsin. Ihr Lebensraum sind Kleingewässer in Laub- und Mischwäldern sowie Seen, Teiche, Bäche, Flüsse, Sümpfe und Feuchtwiesen. Die Waldbachschildkröte ist nicht sehr eng an Gewässer gebunden. Sie hält sich häufig an Land auf und unternimmt weite Wanderungen.

## Lebensweise

### Nahrung
Waldbachschildkröten sind Allesfresser, je nach Verfügbarkeit und Jahreszeit. Sie fressen Pflanzen, Früchte, Pilze und Algen. Daneben Würmer sowie Aas, Schnecken, Insekten und Kaulquappen. Auch Nestlinge und erst kürzlich geborene Mäuse werden genommen. Pflanzliches Material und Regenwürmer (Lumbricidae) scheinen die Hauptnahrung zu sein. Ungewöhnlich ist das Verhalten Regenwürmer aus dem Boden zu "trommeln". Durch stampfen mit ihren Beinen veranlassen sie die Würmer aus dem Boden zu kommen.

### Fortpflanzung
Während der Fortpflanzungszeit zeigen Waldbachschildkröten ein ausgeprägtes Balzverhalten. Männchen sind in dieser Zeit untereinander häufig sehr aggressiv.
Die Weibchen legen ihre Eier normalerweise zwischen Mai und Juni. Gelege umfassen zwischen vier und zwölf elliptisch geformte Eier. Im Norden des Verbreitungsgebietes schlüpfen die Jungen gelegentlich erst im nächsten Jahr und überwintern damit in den Eiern. Auch eine Überwinterung in den Nistgruben kommt vor.

### Überwinterung
Die Tiere haben einen ausgeprägten Orientierungssinn und zeigen eine für Kriechtiere ungewöhnliche Aktivität bei niedrigen Temperaturen (sie wurden schon im Schnee angetroffen). Sie überwintern in verrottenden Laubhaufen, Erdlöchern, Höhlen, unter Uferböschungen oder im Uferschlamm von Gewässern.